# Moulins, Aisne
Moulins är en kommun i departementet Aisne i regionen Hauts-de-France i norra Frankrike. Kommunen ligger  i kantonen Craonne som ligger i arrondissementet Laon. År 2022 hade Moulins 77 invånare.

## Befolkningsutveckling
Antalet invånare i kommunen Moulins
Referens: INSEE